# Milan Obreza
Milan Obreza, slovenski častnik, * 25. marec 1959, Domžale.

## Vojaška kariera
Milan obreza je 1982 leta končal vojaško akademijo smer inženirstvo. Od 1982 do1984 je delal kot poveljnik voda in nato od 1984 do 1991 kot poveljnik čete v inženirski brigadi v Zagrebu. 26. junija 1991 se je pridružil Teritorialni obrambi Republike Slovenije in bil razporejen v 55. ObmŠTO Domžale. V poveljstvu je delal kot pomočnik za rodove, kot namestnik poveljnika in bil pveljnik rezervnega bataljona. Zaradi inženirskega VED-a je delal na razminiranju in bil namestnik vodje skupine za razminiranje. Akcija je bila končana 1994 leta. Po akciji je bil premeščen na GŠSV in delal kot pomočnik za inženirstvo. Od 1997 pa do 1998 je bil študent na Command and General Staff Collage in Kansas USA. Po končanem šolanju je postal Načenik inženirstva v SV. V reorganizaciji SV je od leta 2001 do 2002 opravljal dolžnost Namestnika Poveljnika 2.Operativnega poveljstva v Postojni. Nato je po formiranju Poveljstva Sil postal Načelnik štaba in opravljal to dolžnost vse od 2002 do leta 2005. V zadnjem obdobju te dolžnosti je uspešno opravil general štabni program v Poljčah in potem nadaljeval kariero kot Poveljnik Povelsjtva za Podporo. To dolžnost je opravljal od 2005 do leta 2008. Zadnjih šest mesecev (predsedovanje Slovenije EU) je bil odgovoren za vse transporte za potrebe predsedovanja v Sloveniji. V letu 2008 je napredoval v Brigadirja in po tem obdobju je bil postavljen za Načelnika Verifikacijskega centra SV. V letu 2009 je bil premeščen iz Ljubljane v Maribor kjer je bil postavljen kot Namestnik poveljnika Povelstva za Doktrino, razvoj, usposabljanje in Izobraževanje v Mariboru.

## Napredovanja
- povišan v podporočnika: (1982)
- povišan v poročnika: (1983)
- povišan v stotnika: (1986)
- povišan v majorja (15. maj 1993)
- povišan v podpolkovnika (15.maj 1994)
- povišan v polkovnika (18. maj 2001)
- povišan v brigadirja (15. maj 2008)

## Odlikovanja in priznanja
- zvest Sloveniji
- bronasti znak CZ
- bronasti znak PS
- srebrni znak PS
- bronasta medalja Generala Maistra
- srebrna medalja Generala Maistra
- Bronasta medalja Slovenske vojske
- srebrna medalja Slovenske vojske
- zlata medalja Slovenske vojske